# 祖爾·基比斯
約瑟·亞瑟·基比斯（英語：Joseph "Joey" Arthur Gibbs，通稱祖爾（Joey），1992年6月13日—），生於澳洲高士福，澳洲足球運動員，司職前鋒，現時效力國家超級聯賽球會黑鎮市。

## 球會生涯
基比斯生於澳洲高士福，為2008年盧卡斯尼爾獎學金得主，早年先後効力澳職球會西悉尼流浪者和紐卡素噴射機，於2014年9月來港加盟港超聯球會和富大埔，並於9月28日以1–1賽和南華的聯賽，取得加盟後的首個入球，到季中離隊，加盟家鄉球會黑鎮市，在2017年8月2日對中岸水手的澳洲足總盃32強中，梅開二度及助攻一球，協助球會以3–2爆冷戰勝對手晉級。

## 球會榮譽
悉尼
- 澳洲職業足球聯賽冠軍（2009–10季度）

馬可尼神駒
- 國家超級聯賽冠軍（英语：2012 NSW Premier League season）（2012）

## 外部連結
- Transfermarkt （页面存档备份，存于）
- （页面存档备份，存于） Soccerway資料庫
- 香港足球總會網頁球員註冊資料 （页面存档备份，存于）